# Calligonum comosum
Calligonum comosum là một loài thực vật có hoa trong họ Rau răm. Loài này được L'Hér. mô tả khoa học đầu tiên năm 1791.